# Arnhem-Zuid

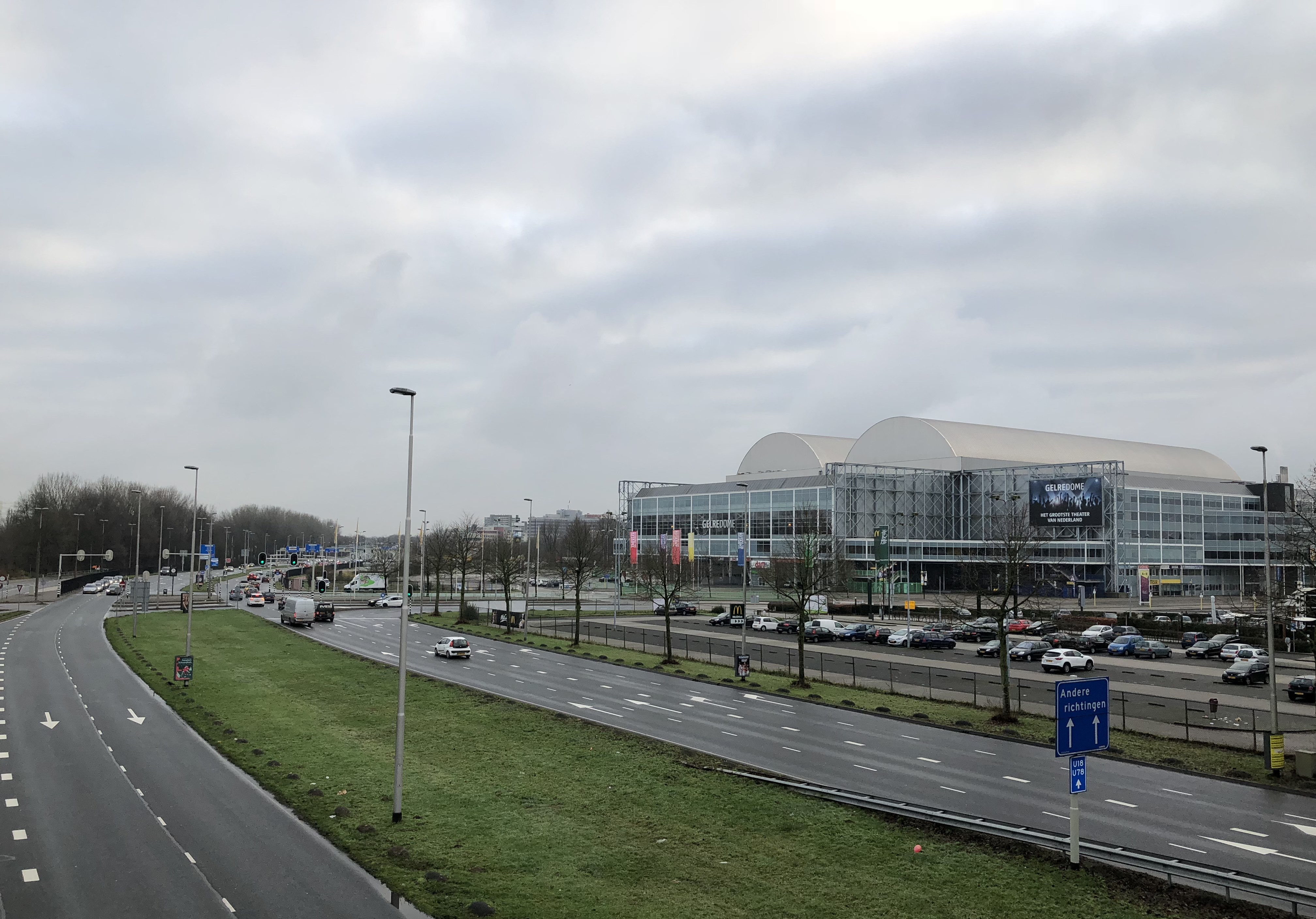
Batavierenweg, Arnhem-Zuid

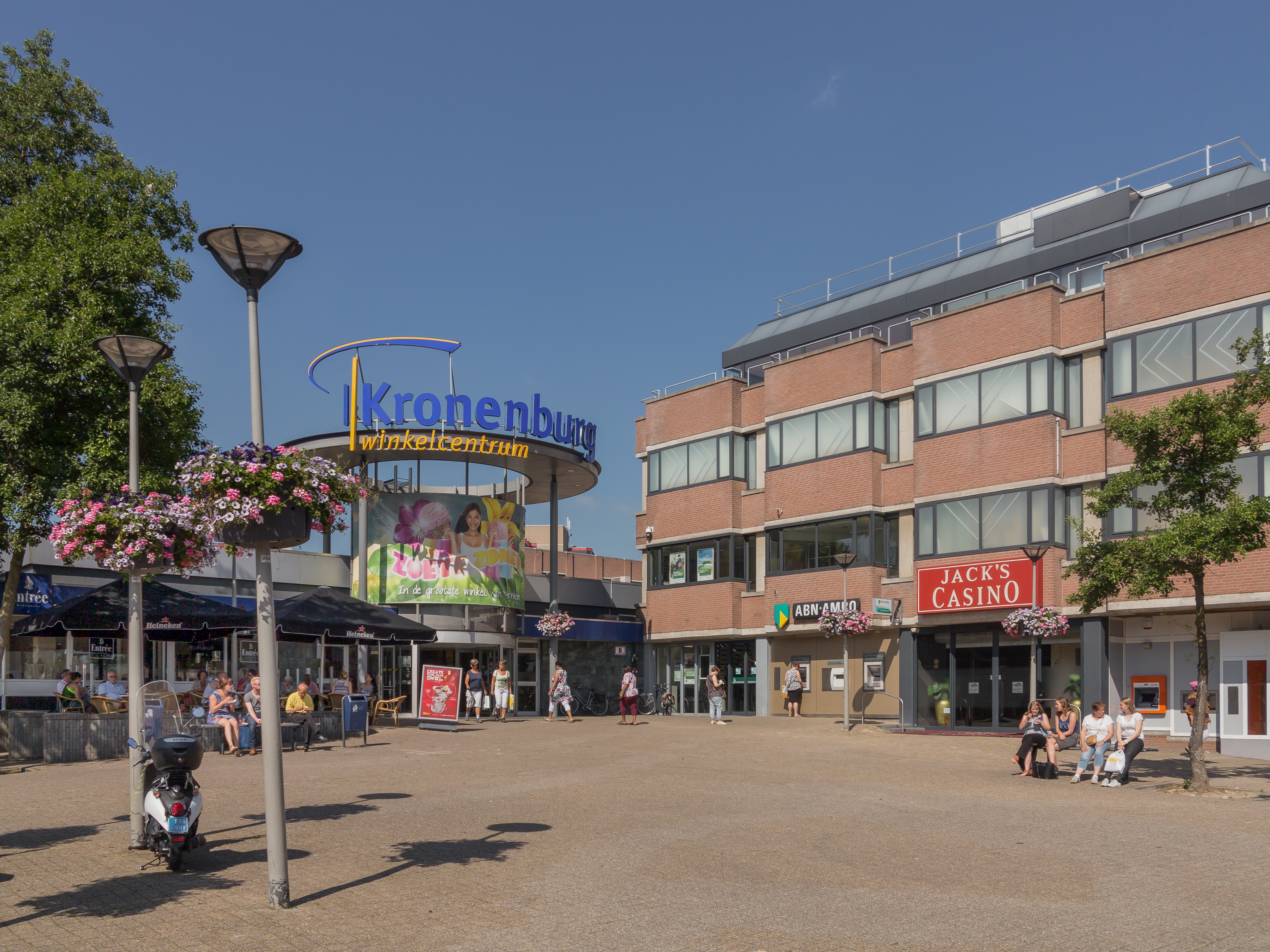
Winkelcentrum Kronenburg

Arnhem-Zuid is een stadsdeel van de Gelderse hoofdstad Arnhem. Het stadsdeel kwam vooral na de Tweede Wereldoorlog tot stand en bestaat uit het gebied dat ten zuiden van de Nederrijn ligt. 'Zuid' staat o.a. bekend om het GelreDome, de Rijnhal, Winkelcentrum Kronenburg, Woonboulevard en de historische uiterwaarden Meinerswijk.

## Geschiedenis
In de jaren 30 van de twintigste eeuw werden er plannen gemaakt voor een nieuwe stadsuitbreiding van Arnhem. Omdat de groene omgeving in Arnhem-Noord vooral groen moest blijven, waren de plannen bestemd voor de zuidkant van de stad. In 1935, na de komst van de John Frostbrug, werd er begonnen met de bouw van de eerste huizen in de polder. Salomon de Monchy, toenmalige burgemeester van Arnhem, wilde dat Zuid een rustige groene wijk werd met veel eengezinswoningen. Dit werd verstoord door de Tweede Wereldoorlog die de stad grotendeels heeft verwoest, vooral bij de Slag om Arnhem. Na de oorlog keerden de plannen van de stad om. In Zuid verrezen de eerste portiekflats en doordat de stadsgrenzen meer naar het zuiden werden verlegd, groeide het stadsdeel alsmaar verder door. Midden jaren 60 ontstonden de wijken Immerloo en Het Duifje, waar naast veel rijtjeshuizen ook grote galerijflats werden gebouwd. Een paar jaar later kwamen wat luxere woningen en eengezinswoningen tot stand in de wijken Holthuizen en Vredenburg/Kronenburg. De drukte op de John Frostbrug nam toe en er was behoefte aan een nieuwe stadsbrug. Deze werd in 1977 gerealiseerd en kreeg Roermondspleinbrug als naam. Tien jaar later werd de brug hernoemd tot de Nelson Mandelabrug. Het dorp Elden grensde steeds meer aan het nieuwe Arnhemse stadsdeel en werd na de jaren 80 zo goed als omringd door de wijken Elderveld, De Laar en Rijkerswoerd. Aan de noordoostkant van Elden, werd in 1998 het multifunctionele stadion Gelredome gebouwd. In 2004 bouwde ProRail op de spoorlijn Arnhem - Nijmegen station Arnhem Zuid.
Sinds 2002 wordt er ten westen van de spoorlijn gebouwd aan de Vinex-wijk Schuytgraaf. Deze wijk zal uiteindelijk ongeveer 6250 woningen moeten herbergen voor zo'n 15000 inwoners.

## Voorzieningen

### Winkels
In Arnhem-Zuid heeft elke wijk haar eigen winkelcentrum. Het grootste is Winkelcentrum Kronenburg, in die gelijknamige wijk, met meer dan 110 winkels. In de wijk de Laar-Oost is een woonboulevard. In de Rijnhal is Decathlon gevestigd, een grootwinkelbedrijf in sport- en vrijetijdsartikelen.

### Markten
Er worden wekelijks twee markten gehouden:
- Drieslag in Malburgen-Oost (woensdag)
- Elderveldplein in Elderveld (dinsdag)

### Sport en recreatie
- De Grote Koppel in Malburgen: binnenzwembad met diverse zwemattracties, twee indoorskibanen en zes squashbanen. Bij het complex bevindt zich tevens de klimhal van Mountain Network.
- Meerdere amateurvoetbalclubs als Arnhemia, Arnhemse Boys, ASV Zuid Arnhem, Eldenia, ESA Rijkerswoerd en MASV hebben hun thuisbasis in Zuid.
- RijnBoulder: een bouldercentrum, gevestigd naast de Decathlon in de Rijnhal.